# Skate nos Jogos Pan-Americanos Júnior de 2025
As competições de skate nos Jogos Pan-Americanos Júnior de 2025 em Assunção, Paraguai, aconteceram nos dias 10 e 11 de agosto de 2025, todas na modalidade street. Com a participação de 18 atletas nas duas categorias, as provas ocorreram no Skatecenter do Parque do Comitê Olímpico Paraguaio em Luque.

## Calendário
Horário local (UTC-3).
| Data         | Horário | Fase                 |
| ------------ | ------- | -------------------- |
| 10 de agosto | 11:30   | Semifinais feminina  |
| 10 de agosto | 14:40   | Semifinais masculina |
| 11 de agosto | 12:50   | Final feminina       |
| 11 de agosto | 14:45   | Final masculina      |

## Medalhistas

#### Feminino
| Ouro   | BRA Maria Lúcia      |
| Prata  | USA Poe Pinson       |
| Bronze | ARG Morena Dominguez |

#### Masculino
| Ouro   | BRA Filipe Mota        |
| Prata  | USA Mykle Crawford     |
| Bronze | BRA Matheus de Almeida |

## Quadro de medalhas
| Pos.               | País               | Ouro | Prata | Bronze | Total |
| ------------------ | ------------------ | ---- | ----- | ------ | ----- |
| 1                  | BRA Brasil         | 2    | 0     | 1      | 3     |
| 2                  | USA Estados Unidos | 0    | 2     | 0      | 2     |
| 3                  | ARG Argentina      | 0    | 0     | 1      | 1     |
| Total (3 entradas) | Total (3 entradas) | 2    | 2     | 2      | 6     |

## Semifinais

### Feminina
|  | Classificadas para a final |

#### Série 1
Fonte:
| Pos. | Skatista         | CON                      | Corrida | Corrida | Manobras | Manobras | Manobras | Total |
| Pos. | Skatista         | CON                      | 1       | 2       | 1        | 2        | 3        | Total |
| ---- | ---------------- | ------------------------ | ------- | ------- | -------- | -------- | -------- | ----- |
| 1    | Morena Dominguez | ARG Argentina            | 35.97   | 29.31   | 0.00     | 30.46    | 0.00     | 66.43 |
| 2    | Maria Jose       | MEX México               | 22.90   | 25.33   | 33.71    | 0.00     | 0.00     | 59.04 |
| 3    | Julieta Rojas    | CHI Chile                | 12.30   | 4.72    | 20.97    | 0.00     | 33.97    | 46.26 |
| 4    | Kiara Oropeza    | PER Peru                 | 4.65    | 14.19   | 31.57    | 0.00     | 0.00     | 45.76 |
| 5    | Emiliana Pereyra | URU Uruguai              | 15.25   | 6.05    | 25.24    | 0.00     | 27.44    | 42.69 |
| 6    | Itzel Farias     | MEX México               | 20.56   | 16.85   | 0.00     | 0.00     | 2.60     | 23.16 |
| 7    | Ambar Silverio   | DOM República Dominicana | 3.96    | 2.20    | 0.00     | 9.81     | 0.00     | 13.77 |
| 8    | Matilde Ayala    | CHI Chile                | 1.15    | 9.26    | 0.00     | 0.00     | 0.00     | 9.26  |
| 9    | Natania Farfang  | PER Peru                 | 8.10    | 4.31    | 0.00     | 0.00     | 0.00     | 8.10  |

#### Série 2
Fonte:
| Pos. | Skatista         | CON                | Corrida | Corrida | Manobras | Manobras | Manobras | Total  |
| Pos. | Skatista         | CON                | 1       | 2       | 1        | 2        | 3        | Total  |
| ---- | ---------------- | ------------------ | ------- | ------- | -------- | -------- | -------- | ------ |
| 1    | Poe Pinson       | USA Estados Unidos | 54.60   | 42.29   | 0.00     | 66.51    | 0.00     | 121.11 |
| 2    | Maria Lúcia      | BRA Brasil         | 27.57   | 41.49   | 66.20    | 71.53    | 63.86    | 113.02 |
| 3    | Esmeralda Butler | PER Peru           | 30.25   | 33.42   | 0.00     | 70.12    | 0.00     | 103.54 |
| 4    | Daniela Vitória  | BRA Brasil         | 18.94   | 34.45   | 0.00     | 0.00     | 64.35    | 98.80  |
| 5    | Julieta Gonzalez | URU Uruguai        | 25.03   | 18.29   | 69.35    | 0.00     | 0.00     | 94.38  |
| 6    | Vianez Morales   | PUR Porto Rico     | 20.06   | 27.08   | 0.00     | 54.35    | 34.29    | 81.43  |
| 7    | Ailin Azura      | ARG Argentina      | 28.97   | 20.92   | 50.11    | 28.74    | 0.00     | 79.08  |
| 8    | Luna Garzon      | COL Colômbia       | 21.50   | 4.66    | 36.01    | 34.30    | 0.00     | 57.51  |
| 9    | Veruska Tovar    | VEN Venezuela      | 7.57    | 6.29    | 0.00     | 0.00     | 0.00     | 7.57   |

### Masculina
|  | Classificados para a final |

#### Série 1
Fonte:
| Pos. | Skatista        | CON                      | Corrida | Corrida | Manobras | Manobras | Manobras | Total  |
| Pos. | Skatista        | CON                      | 1       | 2       | 1        | 2        | 3        | Total  |
| ---- | --------------- | ------------------------ | ------- | ------- | -------- | -------- | -------- | ------ |
| 1    | Luiz Santiago   | MEX México               | 22.76   | 34.28   | 56.36    | 69.05    | 0.00     | 103.33 |
| 2    | Jorge Gonzalo   | PER Peru                 | 25.19   | 17.41   | 75.73    | 0.00     | 71.23    | 100.23 |
| 3    | Pablo Jose      | ARG Argentina            | 24.25   | 32.25   | 0.00     | 65.45    | 61.52    | 97.70  |
| 4    | Tlaloc Tenoch   | MEX México               | 33.66   | 29.63   | 56.25    | 0.00     | 0.00     | 89.91  |
| 5    | Mateo Isaías    | CHI Chile                | 17.97   | 23.50   | 0.00     | 47.21    | 0.00     | 70.11  |
| 6    | Victor Manuel   | DOM República Dominicana | 20.19   | 15.50   | 31.19    | 0.00     | 0.00     | 51.38  |
| 7    | Saulo Orihuela  | PAR Paraguai             | 14.19   | 17.23   | 0.00     | 26.41    | 0.00     | 43.64  |
| 8    | Omar Montellano | BOL Bolívia              | 11.68   | 14.55   | 0.00     | 11.50    | 0.00     | 26.05  |
| 9    | Francisco Jose  | URU Uruguai              | 15.10   | 6.31    | 0.00     | 0.00     | 0.00     | 15.10  |

#### Série 2
Fonte:
| Pos. | Skatista               | CON                | Corrida | Corrida | Manobras | Manobras | Manobras | Total  |
| Pos. | Skatista               | CON                | 1       | 2       | 1        | 2        | 3        | Total  |
| ---- | ---------------------- | ------------------ | ------- | ------- | -------- | -------- | -------- | ------ |
| 1    | Filipe Mota            | BRA Brasil         | 82.88   | 28.55   | 87.86    | 0.00     | 88.49    | 171.37 |
| 2    | Matheus de Almeida     | BRA Brasil         | 61.94   | 71.77   | 74.57    | 83.61    | 0.00     | 155.38 |
| 3    | Mykle Crawford         | USA Estados Unidos | 77.17   | 67.69   | 73.30    | 56.63    | 65.24    | 150.87 |
| 4    | Mathias Anthony        | CHI Chile          | 49.18   | 56.53   | 81.18    | 0.00     | 0.00     | 137.81 |
| 5    | Carlos Henrique Osorio | PUR Porto Rico     | 58.30   | 34.68   | 66.36    | 0.00     | 75.85    | 134.15 |
| 6    | Gustavo Anderes        | PUR Porto Rico     | 55.37   | 25.24   | 59.28    | 0.00     | 0.00     | 114.45 |
| 7    | Lorenzo Ormazabal      | ARG Argentina      | 54.97   | 37.02   | 51.38    | 50.54    | 0.00     | 106.35 |
| 8    | Juan Carlos Cachalla   | COL Colômbia       | 60.32   | 50.41   | 0.00     | 44.37    | 0.00     | 104.69 |
| 9    | Ian Paul               | VEN Venezuela      | 25.55   | 23.33   | 69.38    | 75.55    | 0.00     | 101.10 |

## Finais

### Feminina
Fonte:
| Pos. | Skatista         | CON                | Corrida | Corrida | Corrida | Manobras | Manobras | Manobras | Total  |
| Pos. | Skatista         | CON                | 1       | 2       | 3       | 1        | 2        | 3        | Total  |
| ---- | ---------------- | ------------------ | ------- | ------- | ------- | -------- | -------- | -------- | ------ |
| 1    | Maria Lúcia      | BRA Brasil         | 46.96   | 59.47   | 65.86   | 71.97    | 0.00     | 85.35    | 151.27 |
| 2    | Poe Pinson       | USA Estados Unidos | 51.47   | 62.46   | 41.12   | 66.57    | 80.45    | 55.20    | 143.31 |
| 3    | Morena Dominguez | ARG Argentina      | 42.26   | 47.45   | 32.02   | 56.20    | 33.46    | 66.56    | 113.81 |
| 4    | Esmeralda Butler | PUR Porto Rico     | 41.01   | 31.49   | 36.20   | 70.43    | 0.00     | 0.00     | 111.41 |
| 5    | Daniela Vitória  | BRA Brasil         | 36.19   | 48.55   | 44.35   | 54.15    | 60.17    | 0.00     | 108.72 |
| 6    | Ailin Arzura     | ARG Argentina      | 34.90   | 43.87   | 40.11   | 51.34    | 29.16    | 0.00     | 95.31  |
| 7    | Vianes Moralez   | PUR Porto Rico     | 26.26   | 17.85   | 27.67   | 54.55    | 34.84    | 0.00     | 82.22  |
| 8    | Julieta Gonzales | URU Uruguai        | 29.45   | 50.69   | 6.40    | DNS      | 0.00     | 0.00     | 50.69  |

### Masculina
Fonte:
| Pos. | Skatista             | CON                | Corrida | Corrida | Corrida | Manobras | Manobras | Manobras | Total  |
| Pos. | Skatista             | CON                | 1       | 2       | 3       | 1        | 2        | 3        | Total  |
| ---- | -------------------- | ------------------ | ------- | ------- | ------- | -------- | -------- | -------- | ------ |
| 1    | Filipe Mota          | BRA Brasil         | 70.56   | 85.81   | 0.81    | 87.24    | 0.00     | 0.00     | 173.05 |
| 2    | Mykle Crawford       | USA Estados Unidos | 82.79   | 69.57   | 74.58   | 85.83    | 0.00     | 0.00     | 168.32 |
| 3    | Matheus de Almeida   | BRA Brasil         | 74.93   | 81.86   | 28.05   | 75.37    | 83.78    | 0.00     | 165.64 |
| 4    | Matias Antony        | CHI Chile          | 61.59   | 32.18   | 76.78   | 0.00     | 81.72    | 0.00     | 158.50 |
| 5    | Juan Carlos Cachalla | COL Colômbia       | 59.34   | 59.76   | 50.53   | 0.00     | 0.00     | 73.26    | 133.02 |
| 6    | Lorenzo Ormazabal    | ARG Argentina      | 49.37   | 55.87   | 57.06   | 50.85    | 61.22    | 0.00     | 118.28 |
| 7    | Carlos Henrique      | PUR Porto Rico     | 10.34   | 34.29   | 11.05   | 0.00     | 0.00     | 76.17    | 110.46 |
| 8    | Gustavo Andres       | PUR Porto Rico     | 23.07   | 36.30   | 37.29   | 0.00     | 0.00     | 0.00     | 37.29  |